# Salcburské noky
Salcburské noky (německy Salzburger Nockerln) jsou spolu s Mozartovými koulemi nejznámější sladká pochoutka ze Salcburku. Podává se jako dezert po hlavním jídle.

## Příprava
Z pěti bílků se ušlehá tuhý sníh, do nějž se zašlehají tři lžíce moučkového cukru. Poté se přidají tři žloutky a jedna lžíce hladké mouky. Materiál se opatrně promíchá tak, aby byly ještě v hmotě patrné stopy žloutků v podobě pruhů. Z těsta se vytvoří tři až čtyři noky pyramidovitého tvaru, které se vloží do předehřáté zapékací mísy vymazané máslem. Noky se pečou krátce (asi 10 minut) v mírně rozehřáté (na 170 C°) troubě; v poslední třetině pečení se do misky ze strany nalijí asi dvě lžíce mléka s vanilkovým cukrem. Po vyjmutí z trouby se noky popráší vanilkovým cukrem a ihned podávají – pochoutka se musí konzumovat ještě horká, jinak nadýchané těsto „spadne“. Podává se spolu s malinovým nebo brusinkovým kompotem.

## Historie
Recept na desert údajně vynalezla Salome Alt, metresa salcburského knížete-arcibiskupa Wolfa Dietricha von Raitenau. Tvar měl představovat zasněžené salcburské vrchy. Podle tradice jde o vrchy Mönchsberg, Kapuzinerberg a Gaisberg.